# Striarcana cryptolira
Striarcana cryptolira är en snäckart som beskrevs av Laws 1937. Striarcana cryptolira ingår i släktet Striarcana och familjen Pyramidellidae. Inga underarter finns listade i Catalogue of Life.